# Bilstein
Bilstein, nota anche come ThyssenKrupp Bilstein, è azienda tedesca fondata nel 1873 con sede a Ennepetal che produce sospensioni e ammortizzatori per veicoli, con un fatturato di circa 700 milioni di euro. L'azienda ha circa 4000 dipendenti che lavorano in vari siti di produzione in Germania (Mandern ed Ennepetal), Romania (Sibiu), Stati Uniti (Hamilton e Poway) e Cina (Shanghai).
Le sospensioni della Bilstein sono utilizzate da vetture da competizione e da Formula 1 che hanno vinto campionati del mondo. Negli anni 80 la Bilstein era fornitrice delle maggiori vetture che hanno vinto i rally.